# Essaim de criquets

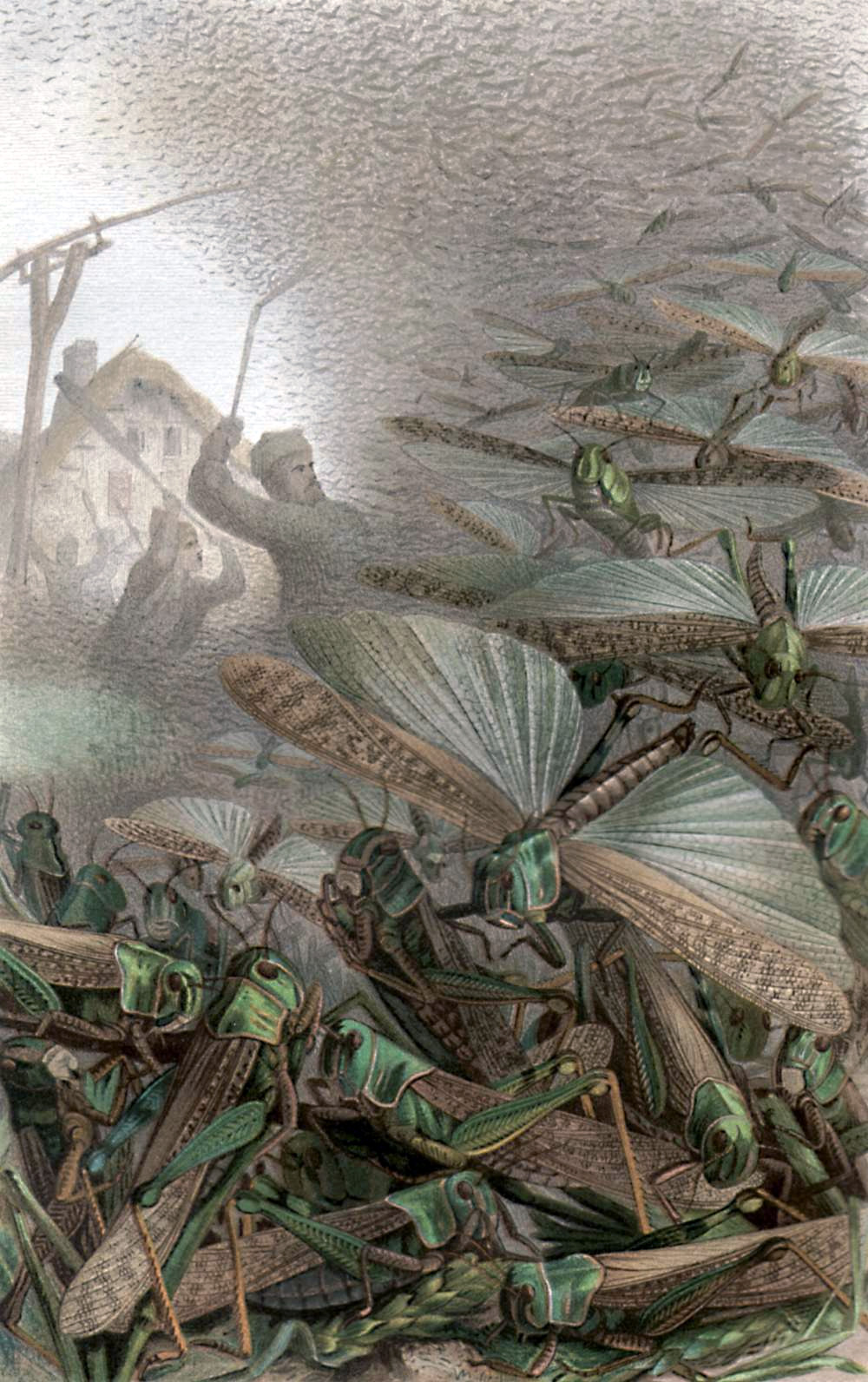
Illustration d'un essaim de criquets dans le Brehms Tierleben, en 1884.

Un essaim de criquets, appelé aussi fléau/risque acridien ou invasion/peste acridienne, est un essaim, qui est un rassemblement (en) d'insectes de la même famille, constitué de criquets plus ou moins grégariaptes comme les locustes et les sauteriaux. Les principales espèces concernées sont le Criquet pèlerin (Schistocerca gregaria), le Criquet migrateur (Locusta migratoria), le Criquet australien (Chortoicetes terminifera) et Austracris guttulosa (en). Considérés comme une des dix plaies d'Égypte, ces rassemblements constituent un des exemples les plus connus de ravageurs des cultures.

## Invasions
Connues depuis l'Antiquité, ces colonies se manifestent également à des époques beaucoup plus récentes : l'essaim dans l'Empire ottoman de 1915, celui en Afrique de 2004 (en), celui à Madagascar de 2013 (en), celui en Argentine de 2016 (en) et celui en Afrique de l'Est de 2019-2020 font partie des plus importants.
En 1747-1748, des criquets envahissent la Valachie, la Moldavie, la Transylvanie, la Pologne et la Hongrie.
En 1748, des Criquets migrateurs ont envahi l'Angleterre.
L'infestation de criquets dans l'Empire ottoman en 1915 aggrave la famine qui frappe la population pendant la Première Guerre mondiale.

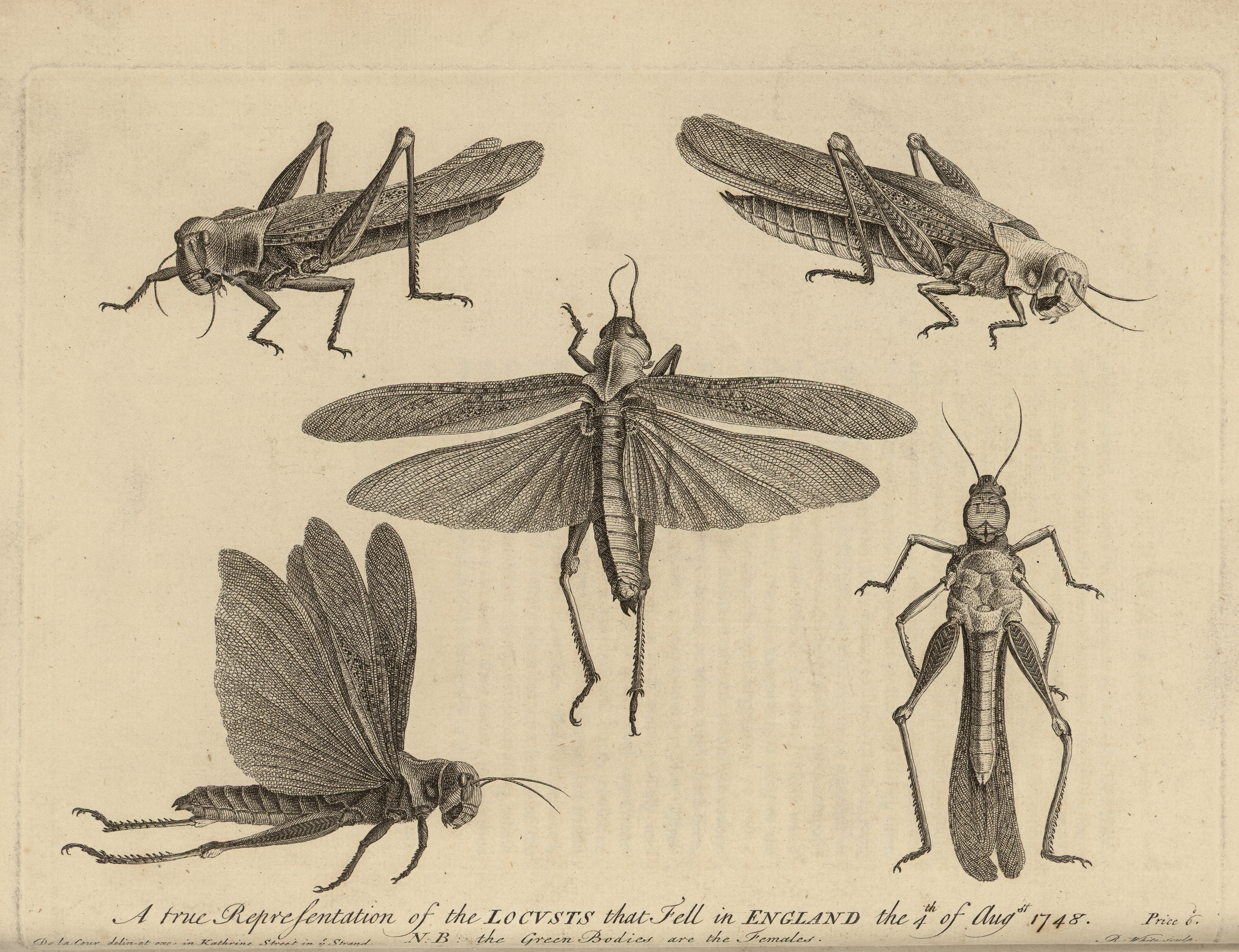
Diagrammes de criquets ayant envahi l'Angleterre en 1748, par Thomas Pennant.